# Green Mountain Falls
Green Mountain Falls és una població dels Estats Units a l'estat de Colorado. Segons el cens del 2000 tenia 773 habitants.

## Demografia
Segons el cens del 2000, Green Mountain Falls tenia 773 habitants, 372 habitatges, i 203 famílies. La densitat de població era de 261,8 habitants per km².
Dels 372 habitatges en un 23,1% hi vivien nens de menys de 18 anys, en un 43,5% hi vivien parelles casades, en un 7% dones solteres, i en un 45,4% no eren unitats familiars. En el 36% dels habitatges hi vivien persones soles el 7,3% de les quals corresponia a persones de 65 anys o més que vivien soles. El nombre mitjà de persones vivint en cada habitatge era de 2,08 i el nombre mitjà de persones que vivien en cada família era de 2,74.
Per edats la població es repartia de la següent manera: un 19,1% tenia menys de 18 anys, un 5,7% entre 18 i 24, un 33,2% entre 25 i 44, un 34% de 45 a 60 i un 7,9% 65 anys o més.
L'edat mediana era de 41 anys. Per cada 100 dones de 18 o més anys hi havia 92,9 homes.
La renda mediana per habitatge era de 43.816 $ i la renda mediana per família de 55.268 $. Els homes tenien una renda mediana de 34.000 $ mentre que les dones 26.354 $. La renda per capita de la població era de 24.892 $. Entorn del 4,3% de les famílies i el 7,6% de la població estaven per davall del llindar de pobresa.

## Poblacions més properes
El següent diagrama mostra les poblacions més properes.